# Villa Ghislanzoni del Barco Curti
Villa Chiericati Ghislanzoni del Barco Curti è una villa veneta, situata in periferia della città di Vicenza in località Bertesina, eretta nel 1764 su disegno di ignoto architetto, forse del bassanese Antonio Gaidon.

## Descrizione
La facciata della villa è arricchita da statue dell'epoca, da un lungo porticato e da un'imponente cancellata in ferro battuto i cui pilastri reggono le statue di Flora e di Bacco; sono stati valorizzati anche un'antica serra, la colombara con il motivo delle due lesene a fianco dell'arco, un mulino ad acqua tuttora funzionante. Immersa in un parco secolare di oltre 30.000 m², la villa sorge al centro di una azienda agricola a prevalente vocazione cerealicola, con terreni altamente produttivi in virtù soprattutto della presenza delle acque della roggia Tribolo. A poca distanza, al di là della chiesa parrocchiale verso la città, sorge Villa Gazzotti Marcello, opera giovanile di Andrea Palladio.
Dopo un lungo periodo di lavori, la villa - proprietà della famiglia Curti da oltre due secoli - è stata restaurata nel rispetto della struttura e dei materiali d'origine; alcuni ambienti sono arredati con mobili d'epoca. È destinata all'ospitalità agrituristica, oltre che a sede di concerti, manifestazioni teatrali ed eventi culturali.

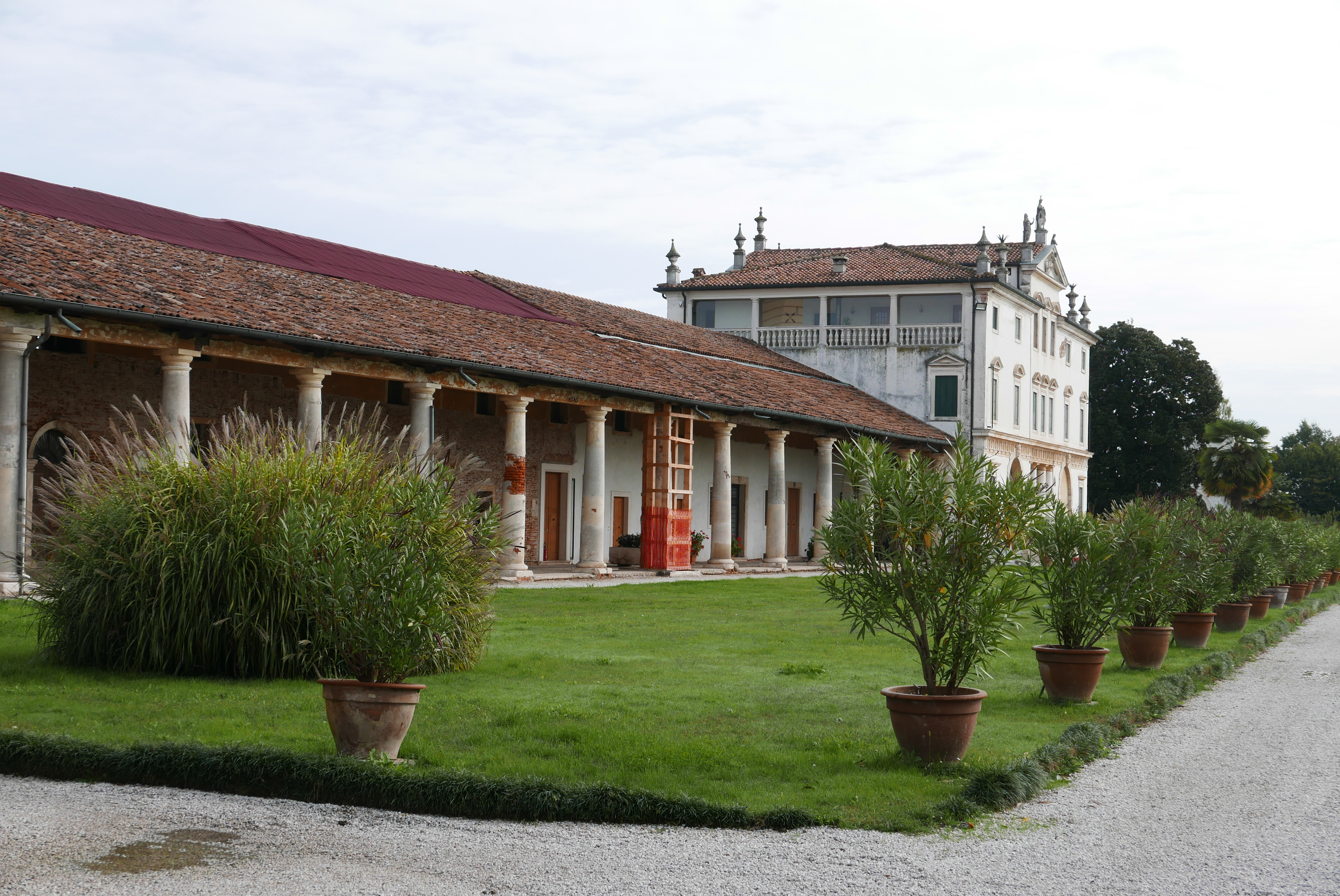
Vista laterale
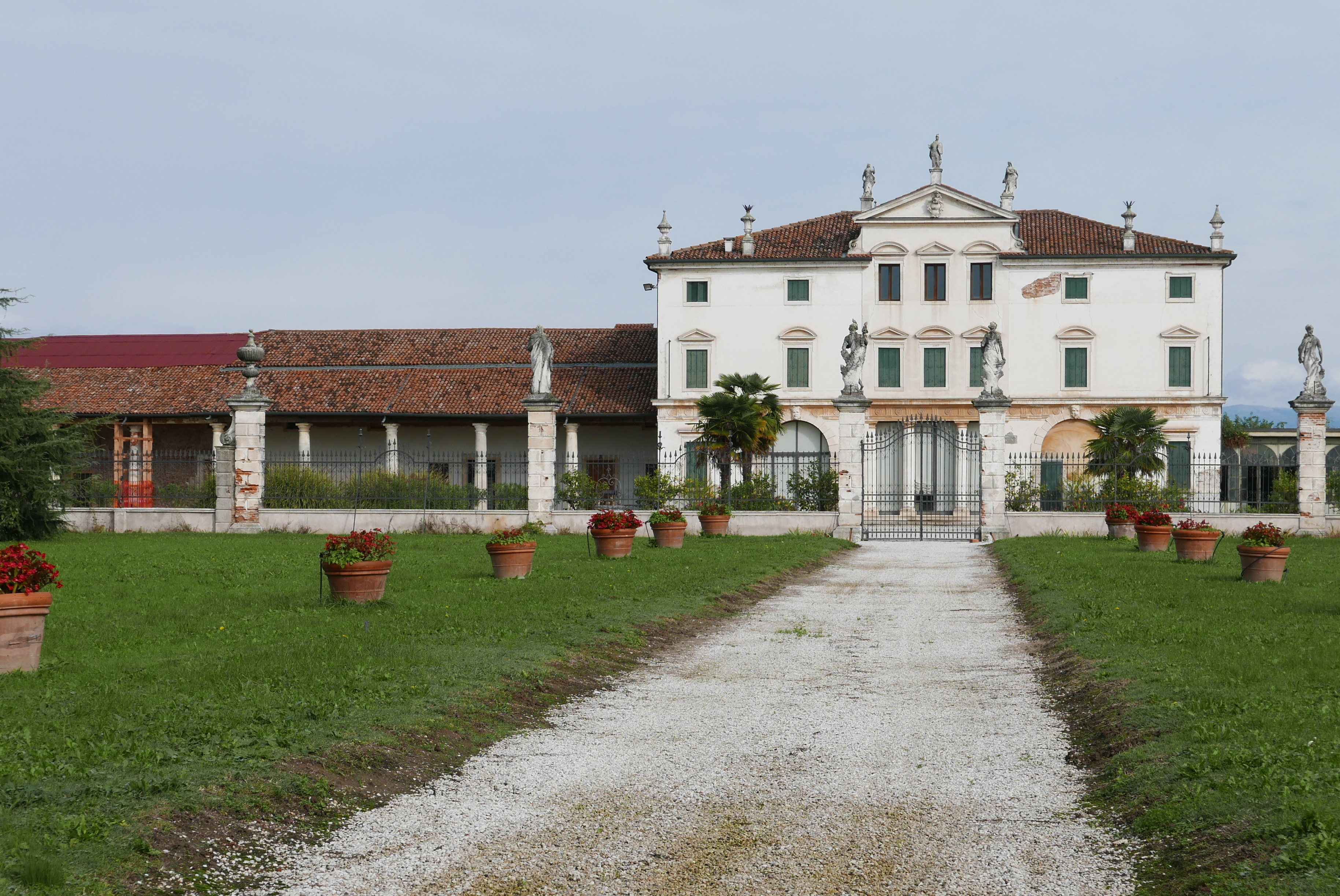
Facciata